# Frequência média
| Medium Frequency (MF)                                            |
| ---------------------------------------------------------------- |
| Frequência: 300 kHz a 3000 kHz Comprimento de onda: 100 m a 1 km |

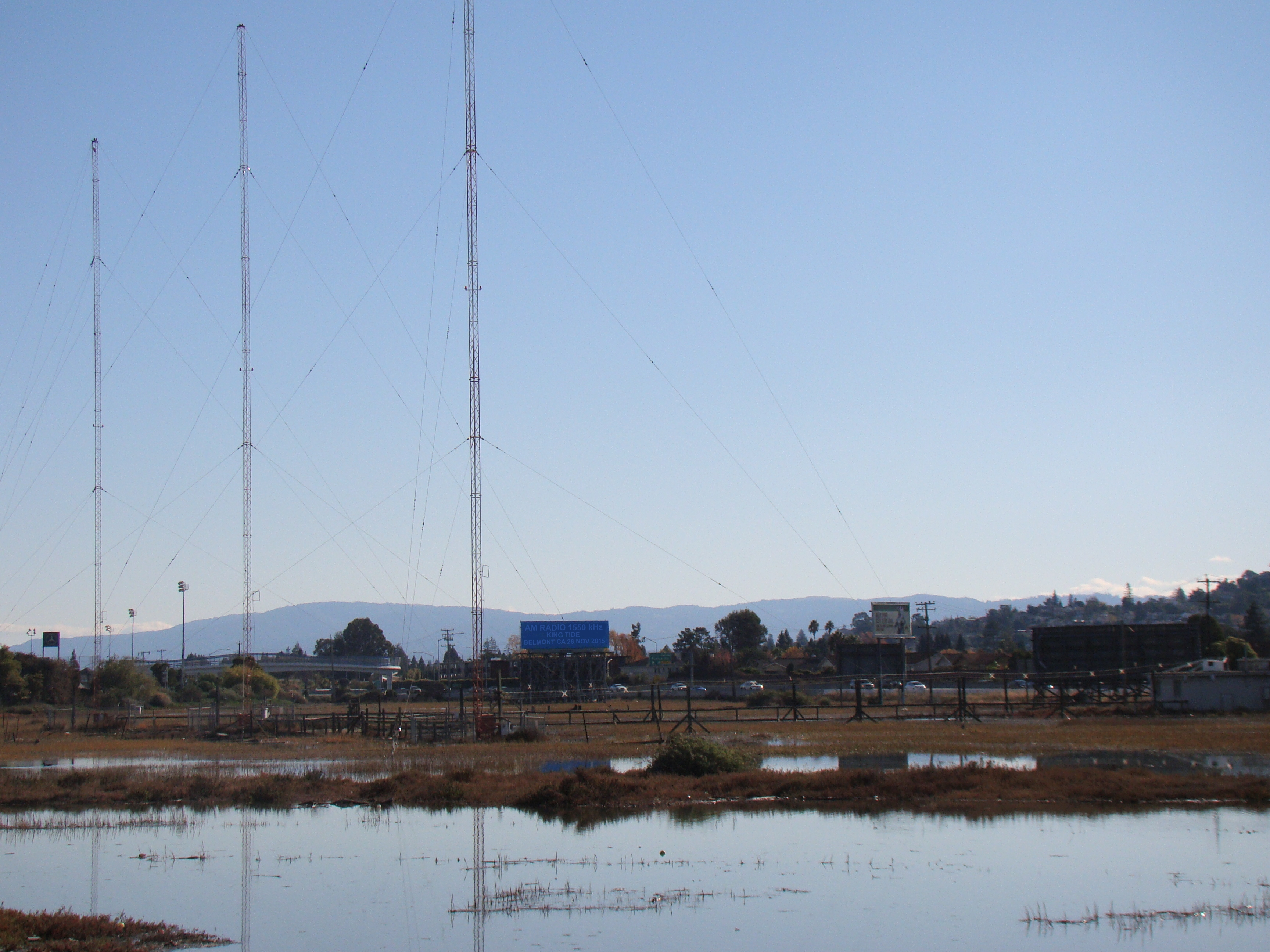
Antenas de radiodifusão na faixa de ondas médias

Medium frequency ou frequência média, abreviada como MF ou B.hm, é a faixa do espectro eletromagnético compreendida entre 300 Hz e 3 kHz, conforme definição da União Internacional de Telecomunicações (UIT). Corresponde à faixa de ondas hectométricas, cujo comprimento de onda vai de 100 m a 1 km, e está situada entre a faixa de ondas decamétricas e quilométricas.

## Aplicações

### Radiodifusão
A subfaixa que vai de 525 kHz a 1705 kHz é alocada pela UIT para emissoras de radiodifusão em ondas médias.

### Radioamadorismo
Ao serviço de radioamador são alocadas duas subfaixas: de 472 a 479 kHz (630 metros) e de 1,8 a 2,0 MHz (160 metros).